# Dorcze Pijaz
Dorcze Pijaz – miasto w Iranie, w ostanie Isfahan. W 2011 roku liczyło 44 689 mieszkańców.